# ساتایوو
ساتایوو (انگلیسی: Satayevo) یک شهرک در شهرستان میاکینسکی استان باشقیرستان کشور روسیه است.